# Rejas
Rejas és un barri de Madrid integrat en el districte de San Blas-Canillejas. Té una superfície de 500,93 hectàrees i una població d'11.990 habitants (2009). Limita al nord amb Aeropuerto i Alameda de Osuna (districte de Barajas), al sud i oest amb Rosas, i al sud i est amb Coslada. Està delimitat al sud per les vies dels enllaços ferroviaris i al nord per l'Avinguda d'América i l'Avinguda d'Aragón.